# Rachid Ghannouchi
Icke att förväxla med Mohamed Ghannouchi.
Rachid Ghannouchi, född 1941, är en tunisisk islamist, politiker, ledare för det tidigare förbjudna islamistiska partiet Ennahda.
Under president Zine El Abidine Ben Alis styre var Ennahda, som ses som ett moderat islamistiskt parti, det största oppositionspartiet i Tunisien. Partiet kallades emellertid terrororganisation av regimen; det förbjöds, och Ghannouchi tillbringade från 1989 21 år i exil. Han kunde återvända till landet i slutet av januari 2011, efter att Ben Ali störtats i Jasminrevolutionen.